# N-filar vikling
En elektrisk spole med n-filar vikling har n tætte, parallelle vindinger. Indenfor ingeniørvidenskab, dækker ordet bifilar metaltråd, der er lavet af to filamenter eller kordeler. Det er almindeligt til beskrivelse af specielle typer af lakisoleret metaltråd til transformatorer. Metaltråd kan købes i bifilar form, sædvanligvis som forskellige farvede lakisoleret metaltråd limet/bundet sammen. For to kordeler, anvendes termen bifilar vikling. For tre kordeler, anvendes termen trifilar vikling.

## Beskrivelse og anvendelser
En bifilar spole med parallel-viklet, serieforbundet er hvordan Nikola Tesla patenterede den (512340). Måden kapacitansen mellem de parallelle viklinger bliver opladet af den øgede spændingsforskel (1/2 af forsyningsspændingen) mellem de serieforbundne viklinger. Dette gør det muligt for spolen at få forøget den elektriske energi i dens elektriske felt - og minsker spolens resonansfrekvens drastisk.
Bifilare spoler påtrykker en induktans i common mode, men påtrykker ikke induktans i differential mode. Spoler i sådanne kombinationer bliver anvendt til at eliminere ingående eller udgående common mode-signaler fra elektroniske signalleringskredsløb. Dette arrangement anvendes ved TP-kabler ved sending og modtagelses spoler til ethernet - og den påfaldende form ferritmanchet udenpå en USB, en bærbar PCs strømforsyning eller HDMI-kabler.

## Historie
Den tyske fysiker Wilhelm Eduard Weber gjorde brug den bifilare spole i hans 1848 elektrodynamometer.
Store eksempler blev anvendt i opfinder Daniel McFarland Cooks 1871 "Electro-Magnetic Battery"
og Nikola Teslas højfrekvens effekt eksperimenter mod slutningen af 1800-tallet.
Nikola Tesla patenterede den bifilare spole den 9. januar 1894, og refererede til den som en “Coil for Electro Magnets”.